# Stazione di Venegono Superiore-Castiglione Olona
La stazione di Venegono Superiore-Castiglione Olona è una fermata ferroviaria posta sulla linea Saronno-Laveno, a servizio dei comuni di Venegono Superiore e Castiglione Olona, in provincia di Varese.

## Storia
Originariamente stazione, venne trasformata in fermata il 5 giugno 2010.

## Strutture e impianti
Il fabbricato viaggiatori è presenziato da agente di guardia.

## Movimento
La stazione è gestita da Ferrovienord ed è servita dai treni regionali operati da Trenord da e per Milano Cadorna, Varese Nord e Laveno Mombello, nell'ambito del contratto di servizio stipulato con la Regione Lombardia.